# Neoserica niasica
Neoserica niasica är en skalbaggsart som beskrevs av Moser 1915. Neoserica niasica ingår i släktet Neoserica och familjen Melolonthidae. Inga underarter finns listade i Catalogue of Life.